# Herb gminy Stargard

Herb gminy do 2021 roku (z nazwą obowiązującą do 2015)

Herb gminy Stargard – jeden z symboli gminy Stargard, autorstwa Alfreda Znamierowskiego. ustanowiony 19 listopada 2021.

## Wygląd i symbolika
Herb przedstawia na tarczy w polu czerwonym krzyż maltański srebrny ponad podstawą falistą błękitną. Krzyż maltański nawiązuje do roli jaką w rozwoju niektórych miejscowości gminy odegrał zakon joannitów, którzy m.in. wybudowali zamek w Pęzinie. Podstawa falista symbolizuje jezioro Miedwie.